# Trocherateina
Trocherateina is een geslacht van vlinders van de familie spanners (Geometridae), uit de onderfamilie Larentiinae.

## Soorten
- T. buckleyi Druce, 1892
- T. cachara Schaus, 1901
- T. cyris Druce, 1893
- T. delecta Schaus, 1913
- T. hermaea Druce, 1892
- T. necysia Druce, 1892
- T. pohliata Felder, 1875
- T. specularia Walker, 1869